# Sainte-Catherine (Ródano)
Sainte-Catherine é uma comuna francesa na região administrativa de Auvérnia-Ródano-Alpes, no departamento de Ródano. Estende-se por uma área de 13,76 km². Em 2010 a comuna tinha 1 007 habitantes (densidade: 73,2 hab./km²).